# Уффінг
Уффінг (нім. Uffing) — громада в Німеччині, розташована в землі Баварія. Підпорядковується адміністративному округу Верхня Баварія. Входить до складу району Гарміш-Партенкірхен.
Площа — 43,00 км2. Населення становить 3028 ос. (станом на 31 грудня 2020).